# Lista de municípios do Brasil por PIB (2008)
Este anexo contém uma lista de Produto Interno Bruto (PIB) municipal do Brasil. A lista é ocupada pelos maiores municípios do Brasil em relação ao Produto Interno Bruto (PIB) a preços correntes e participações percentuais relativa e acumulada em 2008, segundo o Instituto Brasileiro de Geografia e Estatística (IBGE).

## PIB por município
Capitais em negrito.
| Posição | Município                | Unidade federativa  | PIB             |
| ------- | ------------------------ | ------------------- | --------------- |
| 1       | São Paulo                | São Paulo           | 357.116.681.000 |
| 2       | Rio de Janeiro           | Rio de Janeiro      | 154.777.301.000 |
| 3       | Brasília                 | Distrito Federal    | 117.571.952.000 |
| 4       | Curitiba                 | Paraná              | 43.319.254.000  |
| 5       | Belo Horizonte           | Minas Gerais        | 42.151.108.000  |
| 6       | Manaus                   | Amazonas            | 38.116.495.000  |
| 7       | Porto Alegre             | Rio Grande do Sul   | 36.774.704.000  |
| 8       | Duque de Caxias          | Rio de Janeiro      | 32.266.476.000  |
| 9       | Guarulhos                | São Paulo           | 31.966.247.000  |
| 10      | Osasco                   | São Paulo           | 30.024.366.000  |
| 11      | São Bernardo do Campo    | São Paulo           | 29.872.572.000  |
| 12      | Salvador                 | Bahia               | 29.668.442.000  |
| 13      | Campinas                 | São Paulo           | 29.363.064.000  |
| 14      | Campos dos Goytacazes    | Rio de Janeiro      | 29.125.709.000  |
| 15      | Fortaleza                | Ceará               | 28.350.622.000  |
| 16      | Barueri                  | São Paulo           | 26.994.700.000  |
| 17      | Betim                    | Minas Gerais        | 25.314.346.000  |
| 18      | Santos                   | São Paulo           | 24.614.406.000  |
| 19      | Vitória                  | Espírito Santo      | 22.694.461.000  |
| 20      | Recife                   | Pernambuco          | 22.452.492.000  |
| 21      | São José dos Campos      | São Paulo           | 20.718.595.000  |
| 22      | Goiânia                  | Goiás               | 19.457.328.000  |
| 23      | Belém                    | Pará                | 15.316.130.000  |
| 24      | Jundiaí                  | São Paulo           | 15.106.549.000  |
| 25      | Contagem                 | Minas Gerais        | 14.869.759.000  |
| 26      | São Luís                 | Maranhão            | 14.724.350.000  |
| 27      | Uberlândia               | Minas Gerais        | 14.270.392.000  |
| 28      | Ribeirão Preto           | São Paulo           | 13.896.533.000  |
| 29      | Santo André              | São Paulo           | 13.446.559.000  |
| 30      | Joinville                | Santa Catarina      | 13.220.313.000  |
| 31      | Sorocaba                 | São Paulo           | 13.072.889.000  |
| 32      | Canoas                   | Rio Grande do Sul   | 12.580.262.000  |
| 33      | Caxias do Sul            | Rio Grande do Sul   | 11.716.487.000  |
| 34      | Serra                    | Espírito Santo      | 11.640.836.000  |
| 35      | Araucária                | Paraná              | 11.001.673.000  |
| 36      | Camaçari                 | Bahia               | 10.474.421.000  |
| 37      | Campo Grande             | Mato Grosso do Sul  | 10.462.086.000  |
| 38      | São José dos Pinhais     | Paraná              | 10.398.355.000  |
| 39      | Itajaí                   | Santa Catarina      | 10.183.448.000  |
| 40      | São Caetano do Sul       | São Paulo           | 10.178.501.000  |
| 41      | Diadema                  | São Paulo           | 9.311.879.000   |
| 42      | Niteroi                  | Rio de Janeiro      | 9.232.172.000   |
| 43      | Maceió                   | Alagoas             | 9.143.488.000   |
| 44      | Cuiabá                   | Mato Grosso         | 9.014.929.000   |
| 45      | São Francisco do Conde   | Bahia               | 9.002.648.000   |
| 46      | Piracicaba               | São Paulo           | 8.853.169.000   |
| 47      | Natal                    | Rio Grande do Norte | 8.656.932.000   |
| 48      | Nova Iguaçu              | Rio de Janeiro      | 8.359.928.000   |
| 49      | São Gonçalo              | Rio de Janeiro      | 8.184.678.000   |
| 50      | Florianópolis            | Santa Catarina      | 8.120.986.000   |
| 51      | Londrina                 | Paraná              | 8.033.461.000   |
| 52      | Macaé                    | Rio de Janeiro      | 8.003.372.000   |
| 53      | Volta Redonda            | Rio de Janeiro      | 7.763.567.000   |
| 54      | João Pessoa              | Paraíba             | 7.661.219.000   |
| 55      | Teresina                 | Piauí               | 7.522.103.000   |
| 56      | Blumenau                 | Santa Catarina      | 7.391.534.000   |
| 57      | Juiz de Fora             | Minas Gerais        | 7.140.251.000   |
| 58      | Paranaguá                | Paraná              | 7.107.175.000   |
| 59      | São José do Rio Preto    | São Paulo           | 7.056.703.000   |
| 60      | Aracaju                  | Sergipe             | 6.946.348.000   |
| 61      | Taubaté                  | São Paulo           | 6.887.550.000   |
| 62      | Sumaré                   | São Paulo           | 6.796.217.000   |
| 63      | Paulínia                 | São Paulo           | 6.734.450.000   |
| 64      | Mogi das Cruzes          | São Paulo           | 6.708.698.000   |
| 65      | Cabo Frio                | Rio de Janeiro      | 6.579.881.000   |
| 66      | Parauapebas              | Pará                | 6.572.427.000   |
| 67      | Cubatão                  | São Paulo           | 6.502.941.000   |
| 68      | Jaboatão dos Guararapes  | Pernambuco          | 6.389.842.000   |
| 69      | Rio das Ostras           | Rio de Janeiro      | 6.271.895.000   |
| 70      | Anápolis                 | Goiás               | 6.265.480.000   |
| 71      | Ipojuca                  | Pernambuco          | 6.250.969.000   |
| 72      | Uberaba                  | Minas Gerais        | 6.221.505.000   |
| 73      | Ipatinga                 | Minas Gerais        | 6.182.516.000   |
| 74      | Maringá                  | Paraná              | 6.150.569.000   |
| 75      | Foz do Iguaçu            | Paraná              | 6.010.671.000   |
| 76      | Bauru                    | São Paulo           | 6.004.116.000   |
| 77      | Mauá                     | São Paulo           | 5.676.526.000   |
| 78      | Limeira                  | São Paulo           | 5.646.023.000   |
| 79      | Americana                | São Paulo           | 5.627.176.000   |
| 80      | Louveira                 | São Paulo           | 5.557.840.000   |
| 81      | Petrópolis               | Rio de Janeiro      | 5.432.594.000   |
| 82      | Rio Grande               | Rio Grande do Sul   | 5.402.761.000   |
| 83      | Cotia                    | São Paulo           | 5.373.923.000   |
| 84      | Gravataí                 | Rio Grande do Sul   | 5.352.575.000   |
| 85      | Vila Velha               | Espírito Santo      | 5.336.306.000   |
| 86      | Suzano                   | São Paulo           | 5.295.159.000   |
| 87      | Feira de Santana         | Bahia               | 5.263.533.000   |
| 88      | Porto Velho              | Rondônia            | 5.218.343.000   |
| 89      | Matão                    | São Paulo           | 5.164.585.000   |
| 90      | Angra dos Reis           | Rio de Janeiro      | 5.112.023.000   |
| 91      | Ponta Grossa             | Paraná              | 5.020.449.000   |
| 92      | Itajaí                   | Santa Catarina      | 4.800.617.000   |
| 93      | Sete Lagoas              | Minas Gerais        | 4.743.930.000   |
| 94      | Hortolândia              | São Paulo           | 4.712.865.000   |
| 95      | São Sebastião            | São Paulo           | 4.677.287.000   |
| 96      | Indaiatuba               | São Paulo           | 4.596.427.000   |
| 97      | Triunfo                  | Rio Grande do Sul   | 4.550.725.000   |
| 98      | Resende                  | Rio de Janeiro      | 4.502.969.000   |
| 99      | Vinhedo                  | São Paulo           | 4.441.696.000   |
| 100     | Cascavel                 | Paraná              | 4.438.700.000   |
| 101     | Novo Hamburgo            | Rio Grande do Sul   | 4.418.162.000   |
| 102     | Rondonópolis             | Mato Grosso         | 4.355.081.000   |
| 103     | Jacareí                  | São Paulo           | 4.307.484.000   |
| 104     | Chapecó                  | Santa Catarina      | 4.295.173.000   |
| 105     | Macapá                   | Amapá               | 4.294.914.000   |
| 106     | São José                 | Santa Catarina      | 4.095.802.000   |
| 107     | Rio Claro                | São Paulo           | 4.057.138.000   |
| 108     | Pindamonhangaba          | São Paulo           | 4.049.195.000   |
| 109     | Araraquara               | São Paulo           | 3.924.434.000   |
| 110     | São Carlos               | São Paulo           | 3.912.665.000   |
| 111     | Aparecida de Goiânia     | Goiás               | 3.873.756.000   |
| 112     | Taboão da Serra          | São Paulo           | 3.866.877.000   |
| 113     | Barcarena                | Pará                | 3.860.431.000   |
| 114     | Franca                   | São Paulo           | 3.791.899.000   |
| 115     | Cajamar                  | São Paulo           | 3.764.609.000   |
| 116     | Itu                      | São Paulo           | 3.663.684.000   |
| 117     | Rio Verde                | Goiás               | 3.615.987.000   |
| 118     | Marabá                   | Pará                | 3.593.892.000   |
| 119     | Boa Vista                | Roraima             | 3.578.135.000   |
| 120     | Pelotas                  | Rio Grande do Sul   | 3.564.296.000   |
| 121     | Ouro Preto               | Minas Gerais        | 3.556.888.000   |
| 122     | Cariacica                | Espírito Santo      | 3.552.563.000   |
| 123     | Rio Branco               | Acre                | 3.549.306.000   |
| 124     | Belford Roxo             | Rio de Janeiro      | 3.539.442.000   |
| 125     | Passo Fundo              | Rio Grande do Sul   | 3.492.582.000   |
| 126     | São João de Meriti       | Rio de Janeiro      | 3.474.893.000   |
| 127     | Montes Claros            | Minas Gerais        | 3.462.739.000   |
| 128     | Campina Grande           | Paraíba             | 3.457.878.000   |
| 129     | Quissamã                 | Rio de Janeiro      | 3.435.197.000   |
| 130     | Itabira                  | Minas Gerais        | 3.398.801.000   |
| 131     | Sertãozinho              | São Paulo           | 3.361.741.000   |
| 132     | Catalão                  | Goiás               | 3.348.904.000   |
| 133     | Santa Cruz do Sul        | Rio Grande do Sul   | 3.287.130.000   |
| 134     | Santa Maria              | Rio Grande do Sul   | 3.255.272.000   |
| 135     | Cabo de Santo Agostinho  | Pernambuco          | 3.235.853.000   |
| 136     | Porto Real               | Rio de Janeiro      | 3.232.359.000   |
| 137     | Guarujá                  | São Paulo           | 3.221.211.000   |
| 138     | Presidente Prudente      | São Paulo           | 3.182.329.000   |
| 139     | Candeias                 | Bahia               | 3.173.598.000   |
| 140     | São Francisco do Sul     | Santa Catarina      | 3.162.842.000   |
| 141     | Maracanaú                | Ceará               | 3.121.055.000   |
| 142     | Valinhos                 | São Paulo           | 3.107.958.000   |
| 143     | Ananindeua               | Pará                | 3.083.495.000   |
| 144     | Santana de Parnaíba      | São Paulo           | 3.068.714.000   |
| 145     | Marília                  | São Paulo           | 3.056.836.000   |
| 146     | Santa Bárbara d'Oeste    | São Paulo           | 3.040.874.000   |
| 147     | Mossoró                  | Rio Grande do Norte | 3.025.815.000   |
| 148     | Itaguaí                  | Rio de Janeiro      | 2.966.911.000   |
| 149     | Divinópolis              | Minas Gerais        | 2.965.011.000   |
| 150     | Itapecerica da Serra     | São Paulo           | 2.959.081.000   |
| 151     | São Leopoldo             | Rio Grande do Sul   | 2.934.147.000   |
| 152     | Linhares                 | Espírito Santo      | 2.910.803.000   |
| 153     | Poços de Caldas          | Minas Gerais        | 2.872.446.000   |
| 154     | Dourados                 | Mato Grosso do Sul  | 2.872.065.000   |
| 155     | Varginha                 | Minas Gerais        | 2.853.995.000   |
| 156     | Corumbá                  | Mato Grosso do Sul  | 2.846.250.000   |
| 157     | Cachoeirinha             | Rio Grande do Sul   | 2.839.759.000   |
| 158     | Embu                     | São Paulo           | 2.825.381.000   |
| 159     | Criciúma                 | Santa Catarina      | 2.791.692.000   |
| 160     | Simões Filho             | Bahia               | 2.771.335.000   |
| 161     | Bebedouro                | São Paulo           | 2.748.338.000   |
| 162     | Itapevi                  | São Paulo           | 2.731.109.000   |
| 163     | Araçatuba                | São Paulo           | 2.723.580.000   |
| 164     | São João da Barra        | Rio de Janeiro      | 2.686.844.000   |
| 165     | Várzea Grande            | Mato Grosso         | 2.684.057.000   |
| 166     | Carapicuíba              | São Paulo           | 2.672.670.000   |
| 167     | Vitória da Conquista     | Bahia               | 2.619.936.000   |
| 168     | Palmas                   | Tocantins           | 2.593.532.000   |
| 169     | Tucuruí                  | Pará                | 2.591.429.000   |
| 170     | Governador Valadares     | Minas Gerais        | 2.589.447.000   |
| 171     | Itatiba                  | São Paulo           | 2.549.779.000   |
| 172     | Itaquaquecetuba          | São Paulo           | 2.546.804.000   |
| 173     | Ouro Branco              | Minas Gerais        | 2.533.699.000   |
| 174     | Nova Lima                | Minas Gerais        | 2.496.606.000   |
| 175     | Barra Mansa              | Rio de Janeiro      | 2.462.828.000   |
| 176     | São Vicente              | São Paulo           | 2.458.747.000   |
| 177     | Pinhais                  | Paraná              | 2.447.206.000   |
| 178     | Uruguaiana               | Rio Grande do Sul   | 2.446.859.000   |
| 179     | Bento Gonçalves          | Rio Grande do Sul   | 2.398.620.000   |
| 180     | Sorriso                  | Mato Grosso         | 2.389.598.000   |
| 181     | Mogi Guaçu               | São Paulo           | 2.384.193.000   |
| 182     | Olinda                   | Pernambuco          | 2.383.898.000   |
| 183     | Petrolina                | Pernambuco          | 2.375.492.000   |
| 184     | Araxá                    | Minas Gerais        | 2.366.240.000   |
| 185     | Lages                    | Santa Catarina      | 2.361.980.000   |
| 186     | Anchieta                 | Espírito Santo      | 2.353.721.000   |
| 187     | Cerquilho                | São Paulo           | 2.353.159.000   |
| 188     | Timóteo                  | Minas Gerais        | 2.350.883.000   |
| 189     | Aracruz                  | Espírito Santo      | 2.343.184.000   |
| 190     | Praia Grande             | São Paulo           | 2.333.525.000   |
| 191     | Brusque                  | Santa Catarina      | 2.315.724.000   |
| 192     | Senador Canedo           | Goiás               | 2.304.014.000   |
| 193     | Lauro de Freitas         | Bahia               | 2.300.192.000   |
| 194     | Guarapuava               | Paraná              | 2.279.264.000   |
| 195     | Nova Friburgo            | Rio de Janeiro      | 2.266.242.000   |
| 196     | Cachoeiro de Itapemirim  | Espírito Santo      | 2.252.927.000   |
| 197     | Mariana                  | Minas Gerais        | 2.222.197.000   |
| 198     | Pouso Alegre             | Minas Gerais        | 2.215.291.000   |
| 199     | Atibaia                  | São Paulo           | 2.198.384.000   |
| 200     | Caruaru                  | Pernambuco          | 2.195.251.000   |
| 201     | Bragança Paulista        | São Paulo           | 2.186.405.000   |
| 202     | Cabedelo                 | Paraíba             | 2.184.284.000   |
| 203     | Toledo                   | Paraná              | 2.152.389.000   |
| 204     | Araras                   | São Paulo           | 2.142.147.000   |
| 205     | Botucatu                 | São Paulo           | 2.141.912.000   |
| 206     | Mogi Mirim               | São Paulo           | 2.128.141.000   |
| 207     | Poá                      | São Paulo           | 2.094.500.000   |
| 208     | Teresópolis              | Rio de Janeiro      | 2.084.263.000   |
| 209     | Esteio                   | Rio Grande do Sul   | 2.056.261.000   |
| 210     | Itumbiara                | Goiás               | 2.047.097.000   |
| 211     | Caçapava                 | São Paulo           | 2.020.418.000   |
| 212     | Salto                    | São Paulo           | 2.014.287.000   |
| 213     | Juazeiro do Norte        | Ceará               | 1.986.996.000   |
| 214     | Itapetininga             | São Paulo           | 1.980.379.000   |
| 215     | Erechim                  | Rio Grande do Sul   | 1.978.623.000   |
| 216     | Paulo Afonso             | Bahia               | 1.975.561.000   |
| 217     | Caucaia                  | Ceará               | 1.952.311.000   |
| 218     | Itabuna                  | Bahia               | 1.945.414.000   |
| 219     | Jaguariúna               | São Paulo           | 1.937.262.000   |
| 220     | Catanduva                | São Paulo           | 1.887.276.000   |
| 221     | Jataí                    | Goiás               | 1.860.945.000   |
| 222     | Araguari                 | Minas Gerais        | 1.845.190.000   |
| 223     | Primavera do Leste       | Mato Grosso         | 1.828.499.000   |
| 224     | Guaratinguetá            | São Paulo           | 1.816.230.000   |
| 225     | Luziânia                 | Goiás               | 1.805.535.000   |
| 226     | Açailândia               | Maranhão            | 1.767.453.000   |
| 227     | Guaíba                   | Rio Grande do Sul   | 1.744.502.000   |
| 228     | Imperatriz               | Maranhão            | 1.740.931.000   |
| 229     | Tatuí                    | São Paulo           | 1.738.948.000   |
| 230     | Sinop                    | Mato Grosso         | 1.733.747.000   |
| 231     | Viamão                   | Rio Grande do Sul   | 1.728.600.000   |
| 232     | Alumínio                 | São Paulo           | 1.714.226.000   |
| 233     | Santa Luzia              | Minas Gerais        | 1.706.380.000   |
| 234     | Sapucaia do Sul          | Rio Grande do Sul   | 1.705.758.000   |
| 235     | Itaboraí                 | Rio de Janeiro      | 1.702.231.000   |
| 236     | Sobral                   | Ceará               | 1.702.060.000   |
| 237     | Franco da Rocha          | São Paulo           | 1.683.857.000   |
| 238     | Magé                     | Rio de Janeiro      | 1.675.618.000   |
| 239     | Arapongas                | Paraná              | 1.673.084.000   |
| 240     | Lucas do Rio Verde       | Mato Grosso         | 1.669.888.000   |
| 241     | Parnamirim               | Rio Grande do Norte | 1.654.985.000   |
| 242     | Santarém                 | Pará                | 1.654.645.000   |
| 243     | Ilhéus                   | Bahia               | 1.632.810.000   |
| 244     | Colombo                  | Paraná              | 1.630.644.000   |
| 245     | Tubarão                  | Santa Catarina      | 1.627.208.000   |
| 246     | Patos de Minas           | Minas Gerais        | 1.626.375.000   |
| 247     | Lençóis Paulista         | São Paulo           | 1.623.314.000   |
| 248     | Lajeado                  | Rio Grande do Sul   | 1.620.264.000   |
| 249     | Paulista                 | Pernambuco          | 1.612.924.000   |
| 250     | Barreiras                | Bahia               | 1.597.110.000   |
| 251     | Caieiras                 | São Paulo           | 1.586.801.000   |
| 252     | Lins                     | São Paulo           | 1.575.695.000   |
| 253     | São João da Boa Vista    | São Paulo           | 1.566.382.000   |
| 254     | Jaú                      | São Paulo           | 1.556.457.000   |
| 255     | Colatina                 | Espírito Santo      | 1.552.503.000   |
| 256     | Campo Mourão             | Paraná              | 1.550.442.000   |
| 257     | Barretos                 | São Paulo           | 1.549.169.000   |
| 258     | Coari                    | Amazonas            | 1.547.924.000   |
| 259     | Luís Eduardo Magalhães   | Bahia               | 1.538.972.000   |
| 260     | Votorantim               | São Paulo           | 1.526.637.000   |
| 261     | Três Lagoas              | Mato Grosso do Sul  | 1.518.087.000   |
| 262     | Cambé                    | Paraná              | 1.511.163.000   |
| 263     | Videira                  | Santa Catarina      | 1.508.265.000   |
| 264     | São Bento do Sul         | Santa Catarina      | 1.504.342.000   |
| 265     | Arujá                    | São Paulo           | 1.501.587.000   |
| 266     | Ribeirão das Neves       | Minas Gerais        | 1.499.318.000   |
| 267     | Armação dos Búzios       | Rio de Janeiro      | 1.471.344.000   |
| 268     | Palhoça                  | Santa Catarina      | 1.468.420.000   |
| 269     | Araçariguama             | São Paulo           | 1.467.907.000   |
| 270     | Juazeiro                 | Bahia               | 1.451.444.000   |
| 271     | Balneário Camboriú       | Santa Catarina      | 1.446.756.000   |
| 272     | Araguaína                | Tocantins           | 1.445.492.000   |
| 273     | João Monlevade           | Minas Gerais        | 1.436.358.000   |
| 274     | Itapira                  | São Paulo           | 1.435.923.000   |
| 275     | Casimiro de Abreu        | Rio de Janeiro      | 1.435.588.000   |
| 276     | Ijuí                     | Rio Grande do Sul   | 1.432.481.000   |
| 277     | Montenegro               | Rio Grande do Sul   | 1.421.098.000   |
| 278     | Ourinhos                 | São Paulo           | 1.420.253.000   |
| 279     | Jandira                  | São Paulo           | 1.411.533.000   |
| 280     | Amparo                   | São Paulo           | 1.405.674.000   |
| 281     | Arapiraca                | Alagoas             | 1.391.550.000   |
| 282     | Jequié                   | Bahia               | 1.387.792.000   |
| 283     | Campo Novo do Parecis    | Mato Grosso         | 1.380.144.000   |
| 284     | Itaúna                   | Minas Gerais        | 1.368.374.000   |
| 285     | Cordeirópolis            | São Paulo           | 1.367.324.000   |
| 286     | Barbacena                | Minas Gerais        | 1.363.967.000   |
| 287     | Três Corações            | Minas Gerais        | 1.360.804.000   |
| 288     | Ji-Paraná                | Rondônia            | 1.354.955.000   |
| 289     | Sapezal                  | Mato Grosso         | 1.350.087.000   |
| 290     | Nilópolis                | Rio de Janeiro      | 1.347.246.000   |
| 291     | São Simão                | Goiás               | 1.343.049.000   |
| 292     | Unaí                     | Minas Gerais        | 1.333.964.000   |
| 293     | Ituiutaba                | Minas Gerais        | 1.326.392.000   |
| 294     | Várzea Paulista          | São Paulo           | 1.323.686.000   |
| 295     | Mesquita                 | Rio de Janeiro      | 1.314.583.000   |
| 296     | Apucarana                | Paraná              | 1.310.602.000   |
| 297     | Nova Mutum               | Mato Grosso         | 1.307.427.000   |
| 298     | Itajubá                  | Minas Gerais        | 1.298.234.000   |
| 299     | Guamaré                  | Rio Grande do Norte | 1.279.970.000   |
| 300     | Santa Rosa               | Rio Grande do Sul   | 1.279.087.000   |
| 301     | Farroupilha              | Rio Grande do Sul   | 1.278.072.000   |
| 302     | Canaã dos Carajás        | Pará                | 1.271.181.000   |
| 303     | Rio do Sul               | Santa Catarina      | 1.266.448.000   |
| 304     | Birigui                  | São Paulo           | 1.258.665.000   |
| 305     | Extrema                  | Minas Gerais        | 1.252.192.000   |
| 306     | Jaboticabal              | São Paulo           | 1.250.167.000   |
| 307     | Itupeva                  | São Paulo           | 1.247.314.000   |
| 308     | Caçador                  | Santa Catarina      | 1.241.192.000   |
| 309     | Cruz Alta                | Rio Grande do Sul   | 1.238.875.000   |
| 310     | Ferraz de Vasconcelos    | São Paulo           | 1.230.097.000   |
| 311     | Pato Branco              | Paraná              | 1.217.151.000   |
| 312     | Venâncio Aires           | Rio Grande do Sul   | 1.197.003.000   |
| 313     | Pará de Minas            | Minas Gerais        | 1.193.719.000   |
| 314     | Campo Largo              | Paraná              | 1.192.071.000   |
| 315     | Patrocínio               | Minas Gerais        | 1.186.837.000   |
| 316     | Pirassununga             | São Paulo           | 1.178.275.000   |
| 317     | Campo Bom                | Rio Grande do Sul   | 1.172.837.000   |
| 318     | Guaxupé                  | Minas Gerais        | 1.161.273.000   |
| 319     | Bagé                     | Rio Grande do Sul   | 1.159.311.000   |
| 320     | Dias d'Ávila             | Bahia               | 1.155.904.000   |
| 321     | Alagoinhas               | Bahia               | 1.155.869.000   |
| 322     | Leme                     | São Paulo           | 1.146.328.000   |
| 323     | Três Rios                | Rio de Janeiro      | 1.145.398.000   |
| 324     | Guaramirim               | Santa Catarina      | 1.131.073.000   |
| 325     | Canindé de São Francisco | Sergipe             | 1.127.147.000   |
| 326     | Tangará da Serra         | Mato Grosso         | 1.122.938.000   |
| 327     | Eunápolis                | Bahia               | 1.120.132.000   |
| 328     | Manhuaçu                 | Minas Gerais        | 1.119.232.000   |
| 329     | Castanhal                | Pará                | 1.114.266.000   |
| 330     | Vilhena                  | Rondônia            | 1.109.446.000   |
| 331     | Votuporanga              | São Paulo           | 1.109.278.000   |
| 332     | Telêmaco Borba           | Paraná              | 1.109.117.000   |
| 333     | Marau                    | Rio Grande do Sul   | 1.107.506.000   |
| 334     | Campo Verde              | Mato Grosso         | 1.106.905.000   |
| 335     | Lavras                   | Minas Gerais        | 1.106.580.000   |
| 336     | Itaperuna                | Rio de Janeiro      | 1.105.702.000   |
| 337     | Nova Odessa              | São Paulo           | 1.102.290.000   |
| 338     | Passos                   | Minas Gerais        | 1.095.852.000   |
| 339     | Assis                    | São Paulo           | 1.093.815.000   |
| 340     | Biguaçu                  | Santa Catarina      | 1.092.429.000   |
| 341     | Paracatu                 | Minas Gerais        | 1.091.881.000   |
| 342     | Alvorada                 | Rio Grande do Sul   | 1.087.998.000   |
| 343     | Umuarama                 | Paraná              | 1.083.307.000   |
| 344     | Sabará                   | Minas Gerais        | 1.076.253.000   |
| 345     | Itabirito                | Minas Gerais        | 1.070.388.000   |
| 346     | Gaspar                   | Santa Catarina      | 1.062.528.000   |
| 347     | Barra do Piraí           | Rio de Janeiro      | 1.061.885.000   |
| 348     | Confins                  | Minas Gerais        | 1.057.791.000   |
| 349     | Santo Ângelo             | Rio Grande do Sul   | 1.057.490.000   |
| 350     | Itapeva                  | São Paulo           | 1.055.703.000   |
| 351     | Presidente Kennedy       | Espírito Santo      | 1.053.785.000   |
| 352     | Monte Mor                | São Paulo           | 1.044.947.000   |
| 353     | Teófilo Otoni            | Minas Gerais        | 1.044.091.000   |
| 354     | Ilha Solteira            | São Paulo           | 1.043.110.000   |
| 355     | São Roque                | São Paulo           | 1.040.799.000   |
| 356     | Lorena                   | São Paulo           | 1.034.132.000   |
| 357     | Castro                   | Paraná              | 1.031.820.000   |
| 358     | São Desidério            | Bahia               | 1.027.644.000   |
| 359     | Nossa Senhora do Socorro | Sergipe             | 1.025.107.000   |
| 360     | Araporã                  | Minas Gerais        | 1.022.625.000   |
| 361     | Alegrete                 | Rio Grande do Sul   | 1.022.331.000   |
| 362     | Queimados                | Rio de Janeiro      | 1.017.279.000   |
| 363     | Mococa                   | São Paulo           | 1.014.219.000   |
| 364     | São Borja                | Rio Grande do Sul   | 1.013.839.000   |
| 365     | Mucuri                   | Bahia               | 1.013.577.000   |
| 366     | Indaial                  | Santa Catarina      | 1.007.689.000   |
| 367     | Ariquemes                | Rondônia            | 1.005.152.000   |
| 368     | Alfenas                  | Minas Gerais        | 1.001.016.000   |